# François Bégaudeau

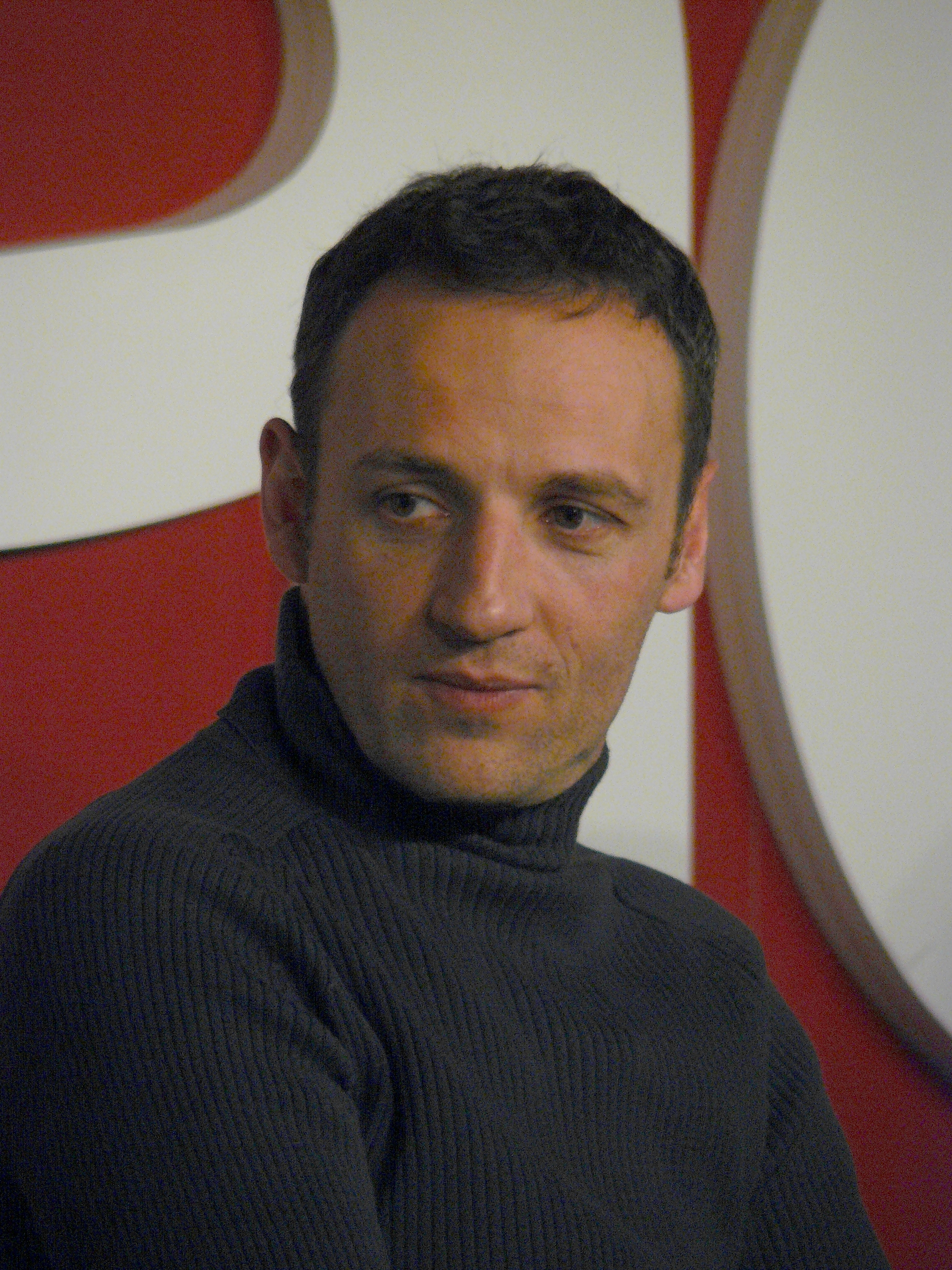
François Bégaudeau (2009)

François Bégaudeau (* 27. April 1971 in Luçon) ist ein französischer Schriftsteller.

## Bedeutung
Bégaudeau, ursprünglich Lehrer (und ehemaliger Sänger der französischen Punkrockband Zabriskie Point), wurde vor allem durch seinen 2006 verfassten Roman Entre les murs international bekannt, für den er den Prix France Culture/Télérama erhielt. Dieser Roman ist auch die Werkvorlage für den Film Die Klasse, welcher bei den 61. Filmfestspielen in Cannes 2008 die Goldene Palme erhielt.

## Werke
- Jouer juste, Éditions Verticales, 2003, ISBN 2-84335-158-8.
- Dans la diagonale, Éditions Verticales, 2005, ISBN 2-84335-202-9.
- Un démocrate: Mick Jagger 1960–1969, Naïve Records, 2005, ISBN 2-35021-001-4.
- Entre les murs, Éditions Verticales, 2006, ISBN 2-07-077691-3.
- Mitarbeit an Débuter dans l'enseignement: Témoignages d'enseignants, conseils d'experts, ouvrage collectif, ESF, 2006
- Mitarbeit an Devenirs du roman, ouvrage collectif, Naïve Records, 2007
- Mitarbeit an Une année en France: Réferendum/banlieues/CPE, ouvrage collectif, Éditions Gallimard, 2007
- Fin de l'histoire, Éditions Verticales, 2007